# Arrondissement de Koussanar
L'arrondissement de Koussanar  bala malsine arrondissements du Sénégal. Il est situé dans le département de Tambacounda et la région de Tambacounda.

## Description
Il compte deux communautés rurales :
- Sinthiou Malème ;
- Koussanar.

Son chef-lieu est Koussanar.